# Memorietafel

Memorietafel van Adriaen van Maeusyenbroeck en Anna Elant van Jan Anthonisz. van Ravesteyn uit 1618

Een memorietafel is een gedenkteken of epitaaf in de vorm van een houten, stenen of metalen plaat, aan of in een muur, in een kerk of openbare ruimte, bevestigd ter herinnering aan een of meerdere overledenen. Op een memorietafel werden meestal de stichter(s) van een familie en zijn of hun beschermheilige(n) afgebeeld en een tekst aangebracht ter herinnering aan de overledene(n). Sommige memorietafels hebben de vorm van een retabel, ook bestaan er tafels die alleen tekst bevatten. Er bestaan ook memorietafels met voorstellingen van gilden en broederschappen, die waarschijnlijk onderdeel waren van gildealtaren, deze tafels worden ook wel gildeborden genoemd.
In de middeleeuwen waren memorietafels vooral kunstwerken met afbeeldingen, onder invloed van de Reformatie werden de beelden grotendeels vervangen door tekst.
Een van de oudste bewaard gebleven schilderijen uit de Nederlanden is tevens een memorietafel:   (ca. 1363)

## Voorbeelden
- Madonna met kanunnik Joris van der Paele van Jan van Eyck
- Van Drenckwaert-drieluik in de Augustijnenkerk te Dordrecht geschilderd door Maarten van Heemskerck (1498-1574)

## Galerij

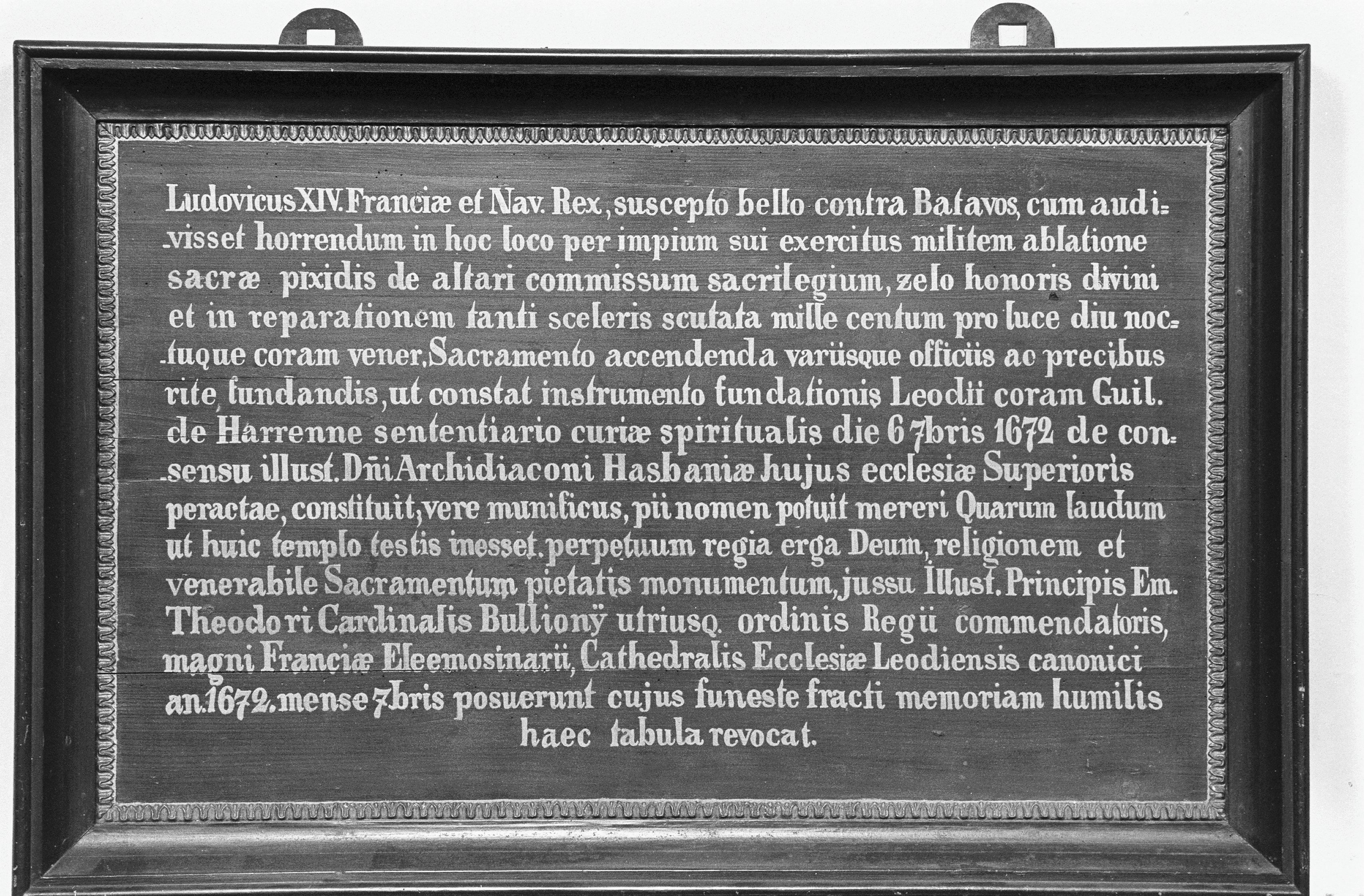
Memorietafel uit 1672
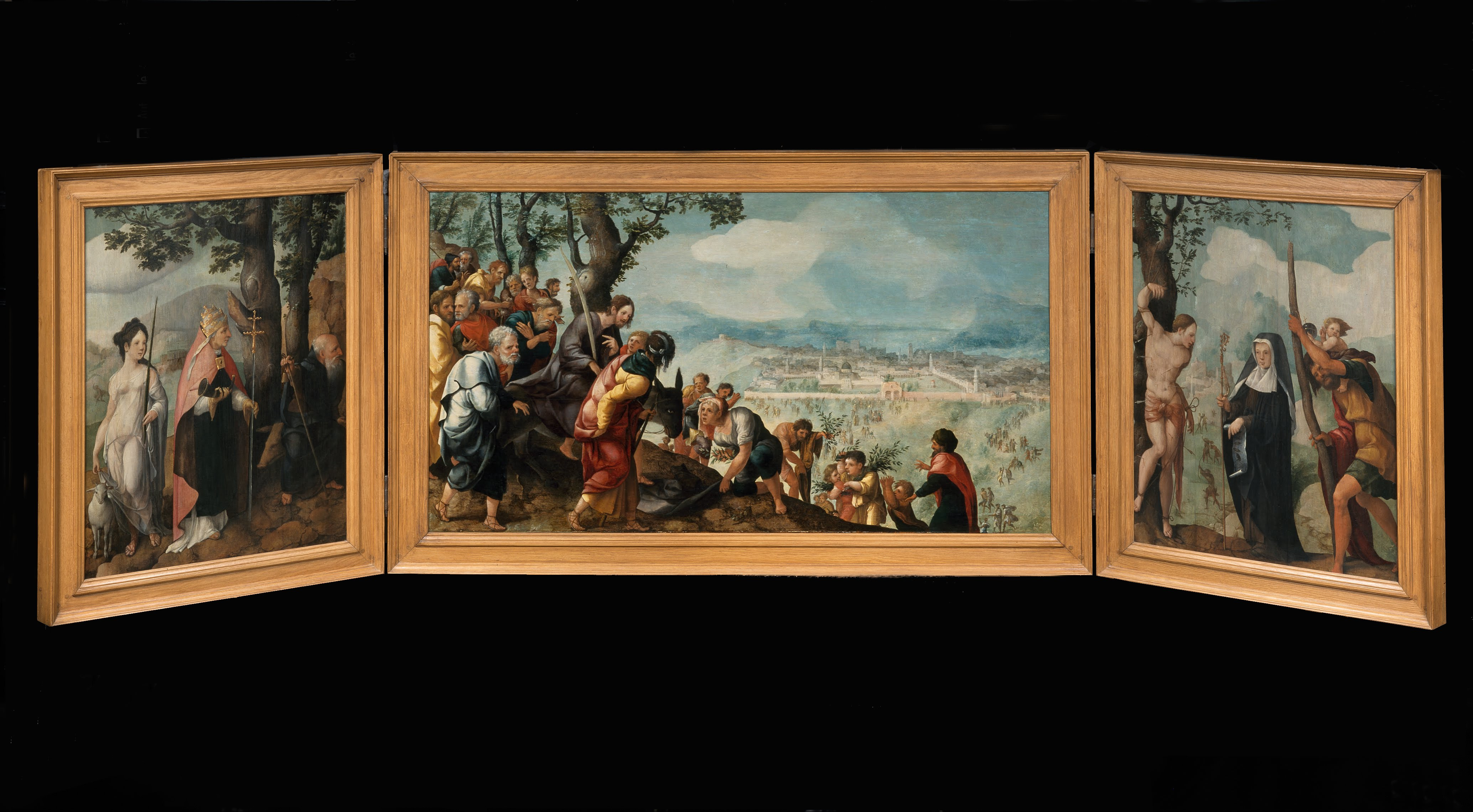
Drieluik met de intocht van Christus in Jeruzalem, heiligen en op de buitenzijden van de luiken stichters uit de familie Van Lokhorst (ca. 1526) door Jan van Scorel
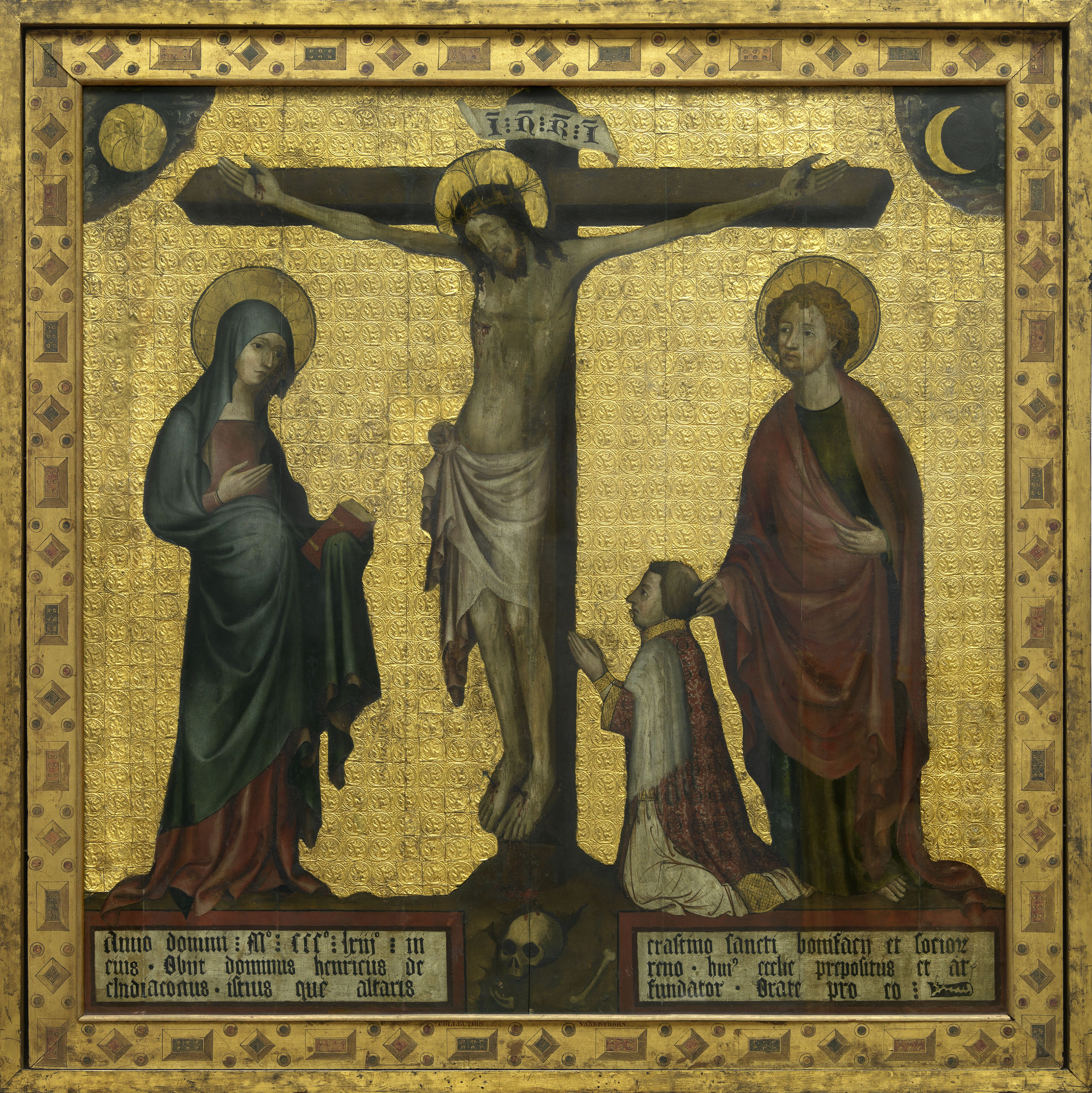
De Memorietafel met Calvarieberg van Hendrik van Rijn (ca. 1363)